# Юлиан Жилиев
Юлиан Стефанов Жилиев е български литературен критик и преводач от френски език.

## Биография
Роден през 1957 година в София. Завършва българска филология в Софийския университет през 1982 година. В литературната периодика са издавани негови критически текстове и преводи от френски, английски и руски език. Превежда на български език книги на Марсел Пруст, Маргьорит Юрсенар, Еманюел Пагано, Пиер Клосовски, Жорж Перек. Преподава български език на чуждестранни студенти в Техническия университет в София.

### Преводи
- Марсел Пруст, „Против Сент Бьов и други есета“. София: Ерго, 2012.[2]
- Марсел Пруст, „Аферата Льомоан“. София: Рата, 2010.
- Маргьорит Юрсенар, „Благочестиви спомени“ (част І от мемоарната трилогия „Лабиринтът на света“). София: Стигмати, 2006, 358 с.
- Маргьорит Юрсенар, „Архиви от Нор“ (част ІІ от мемоарната трилогия „Лабиринтът на света“). София: Стигмати, 2007, 354 с.
- Еманюел Пагано, „Юношите от пещерата“. София: Ерго, 2012.
- Пиер Клосовски, „Бафомет“. София: Критика и хуманизъм, 2014, 224 с. ISBN 978-954-587-188-7[3]
- Жорж Перек, „Мислене/Подреждане“. София: Критика и хуманизъм, 2023, 180 с. ISBN 9789545872501